# 1987年のル・マン24時間レース

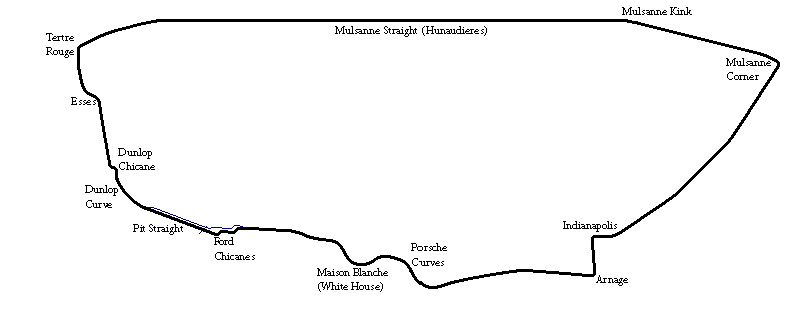
1987年のコース

1987年のル・マン24時間レース（24 Heures du Mans 1987 ）は、55回目のル・マン24時間レースであり、1987年6月13日から6月14日にかけてフランスのサルト・サーキットで行われた。
ポスターの絵柄はジャガーであった。

## 概要
ヨーロッパでは不況が深刻化しつつあり、モータースポーツ界にも影響が出始めていた。それに引き換え日本のモータースポーツ界ではフォーミュラ1でホンダが快進撃を見せ、ロータスから日本人ドライバー中嶋悟が出場、鈴鹿サーキットで日本グランプリが開催されるなど一般からの注目が大きくなり、日本の自動車メーカーがレースに重点を置くようになっていた。ル・マン24時間レースにはマツダ、トヨタ、ニッサンと3つの自動車メーカーが参戦、お互いが意識して入れ込みがエスカレートしていた。
ポルシェはその黄金時代に影が差し始めた印象があった。ワークスは世界耐久選手権に全水冷の935/83型3リットルエンジンを用意したがジャガーの前に歯が立たなかった。ル・マン24時間レースにはいつものようにポルシェ・962Cを3台持ち込んだが、レース予算が限られておりスペアカーはなかった。プライベートチームによる参戦も減った。
ジャガーは6,900ccエンジンを搭載して世界耐久選手権を席巻、シーズン開幕以来4連勝となっていた。5月上旬のル・マン・プラクティスでは1、3、5位のタイムをマークしポルシェ勢に圧力をかけた。ただル・マンで勝利しないと真のスポーツカー王者と扱われないため、ル・マンでの勝利を見ようとイギリスから多数のレースファンが詰めかけた。予想では本命と言い切る人が相当数いた。
メルセデス・ベンツのエンジンを積むザウバーはV型8気筒の5リットルターボエンジンを積む新車体を開発、戦力アップを図った。
プジョー関係者で構成される小規模チームのWMセカテバは、成績ではもはや上位勢に太刀打ちできないと考え、ル・マンでの最高速記録樹立に焦点を絞ることとした。
マツダが持ち込んだのは基本的には前年型と同じマツダ・757であるが、前年の全滅を会長の山崎芳喜が現地で見ていて激怒したことを受け、レース用エンジン設計部門が1.5人から3人に倍増されるなどレース部門が強化された。シャシの改良、車体軽量化、エンジン信頼性向上など徹底的に改良され前回起きたドライブシャフトの折損の原因も焼き入れ不足と判明したので対策された。しかし1987年1月ラッキーストライクが突然スポンサーから降りてしまったため、スポンサーなしで走ることになった。改良の結果、ル・マンに向けて日本車の最終テストの場となった5月3日の富士1000kmでも4位入賞を果たした。
日産自動車は1986年のル・マン24時間レースで初出場完走が国内で大きな反響を呼び、上位入賞を狙うこととなった。目標を9位に設定、自社製エンジンVEJ30型を新たに開発、富士スピードウェイで12月18日公開テストが行われた。しかし公表スペック「重量165kg、出力700PS/9,600rpm」はでたらめに近く、実際にはクラッチを外した状態ですら230kgもあり、出力は600PSをわずかに上回る程度でしかなかった。また燃費に関しては1.3km/リットルしか走らない悲惨なものだった。ニスモは本社に改善要求をしたが実施されず、ニスモの柿元邦彦が自分でターボと排気系を改良して燃費が1.6km/リットルまで向上、これで完走の目処だけは立ったものの、トルクバンドが狭くなってしまった。ニスモはVEJ30型のあまりの酷さに音を上げ、前年同様VG30型での参加を主張したが、本社エンジン開発部門に押し切られることとなった。ニスモ監督難波靖治は本社に対するあてつけでチーム・ルマンの花輪知夫にVG30型を搭載した車両での参加を要請した。前年にマツダスピードの大橋に教えられた通り最終テストとしてシルバーストンに車両を持ち込んだが、ここで次々にエンジンが壊れ、ル・マン予選・決勝用のエンジンまで全部使い果たしてしまった。
この年からトヨタはワークス体制となり、ミノルタとデンソーをスポンサーにつけ、資金と体制を大幅に強化したトムスは順調で、大物ドライバーアラン・ジョーンズと契約し、童夢から大国正浩を引き抜きトヨタ・87Cを新たに開発した。前年使用した2バルブDOHC4A-GT型エンジンに代え、4バルブ化し遥かに出力向上されたトヨタ3S-GT型2,140ccエンジンを東富士第十二技術部の山口武久が製作した。エンジンの出来は良く、富士1000kmで優勝するなどし、ポルシェを撃破するものと期待が寄せられた。決勝用エンジンの排気マニホールドには「5位以内の入賞を祈ります」とのアルミプレートが貼られていたという。
出走は48台。

## 予選
この年は例年にもましてガソリンが粗悪で、「露骨なターボつぶしだ」との噂がサーキット中で囁かれたほどで、この点でもノンターボのジャガーに有利であった。雨が降り、タイムアタックの時間はあまり取れなかった。
ワークスポルシェが予選ブースト850PSとも言われる大出力を生かして17号車と18号車でフロントローを占めたものの、19号車をクラッシュで全損させてしまい、決勝に出られるのは2台となった。また予選でタイムが伸びないノンターボ車であるジャガーとの差はわずか3秒で、逆にジャガー有利を周囲に印象づけた。
日産自動車のVEJ30型エンジンは国内テストでもまともに走らなかったままルマンに持ち込まれており、燃料が粗悪だったことも災いしてトラブルが続出し、結局各車両3基とスペア1基の計7基全てがトラブルに見舞われ、決勝を前に使えるエンジンがなくなってしまい、エンジンを分解し使える部品を組み合わせて決勝用エンジンを作り上げる作業を、休日であるはずの決勝前日を含め2日にわたる徹夜作業ですることになった。ドライバーはその作業を見せられ「2時間持てばいい」「明日は6,800回転で」と言われている。チーム・ルマンは不運な接触事故に見舞われ、修理してタイムアタックに出る時には土砂降りになっており、タイムが出なかった。
トヨタもガソリンが粗悪だったことでトラブルは出たが、3分34秒45で予選14位と3分34秒89で予選16位、日本車の中では最高位であった。関谷正徳は同棲していた恋人と結婚式を挙げようと考えていたが宗教上の理由で使わせてくれる式場がなかなかなく、最終的に予選2日目に遠来のドライバーのためル・マン市長がル・マン市役所の式場を使わせてくれることが決まり、無事結婚式を挙げた。この式はレース仲間、テレビ局、新聞社などから熱烈な祝福を受け、トムスのメカニックも作業の合間を縫って参列した。
マツダは日本出発前に決定されたスケジュールをこなすだけで、本格的なタイムアタックはしなかった。

## 決勝
ウォームアップが始まる頃にはジャガーの優勝を期待するイギリス人がグランドスタンドの一画を埋め尽くし、他の国のファンが近寄ることさえできない異様な雰囲気となった。ガソリンのオクタン価は予選よりさらに低く粗悪であった。
雨交じりの天候でスタートしスリックタイヤを履く車両が一時後退、インターミディエイトを履くポルシェとジャガーが順位争いを続けた。
トヨタはリザーブタンクに関してアラン・ジョーンズとの打ち合わせが上手く行っておらずわずか1時間15分でガス欠にてリタイア、もう一台も水温上昇に悩まされてピットインを繰り返し、ターボのウェイストゲートバルブに穴をあけターボを効かない状態にするまでしたがヘッドガスケットが吹き抜け、4時間半で全滅するという屈辱的な結果に終わった。
日産はトラブルを抱えながらも23号車が意外なほど走り、夜中の段階では12位まで順位を上げた。チーム・ルマンはクラッシュでリタイアしたため、期待がこの車両に集まった。ドライバーは自主的に6,600rpmに抑えた。結局朝を迎えてエンジントラブルでリタイアとなったが「4時間持てば良い」と誰もが思っていたチーム内に敗北感はなかったという。
WMセカテバはターボチャージャーのトラブルなどにより、51号車のP86は2時間で、52号車のP87は5時間でそれぞれリタイア。公式な最高速記録は387 km/hに留まり、目標としていた400 km/hオーバーには届かなかった。
優勝候補の一角とされていたヨースト・レーシングとクレマー・レーシングのポルシェがピストンに穴が開くエンジントラブルを起こし、1時間でリタイヤ。次の1時間でヨーストのもう1台とワークスポルシェ18号車がエンジントラブルでリタイヤとなった。これでジャガーの優勝は確定したかに思え、皆の興味は「どのジャガーが勝利するか」に集まり。フォーミュラ1ドライバーをずらりと揃えたジャガー陣営は僚友同士で激しい順位争いを始めた。
しかしヨーストポルシェの異変の段階で問題を察知していたポルシェ監督ノルベルト・ジンガーはワークスポルシェ18号車を調査させてガソリン品質が低いのが原因であると解明しワークスポルシェ17号車の制御プログラムを書き換えて対応、逆に夜になってから猛烈にペースアップして首位に出た。
そのままでは規定燃料を使い果たしてしまう状況であったが、夕方からの雨で燃費の制約は緩くなっていた。さらに2時46分ジャガー5号車がユーノディエールを350km/hで走行中に右後タイヤをバーストさせる事故が起きた。自動車はバラバラになってコクピットしか残らない状態であり、乗っていたウィン・パーシーは奇跡的にほとんど無傷であったが、2時間以上ペースカーが入り、この結果ポルシェは終盤までガス欠を恐れずペースアップできることになった。ジャガー監督のトム・ウォーキンショーは残り2台でさらにポルシェを追いかけさせたがジャガー6号車はエンジンのヘッドガスケットを破損しリタイヤ、ジャガー4号車は冷却系統にトラブルを発生させて長いピット作業に入り脱落、ジャガー優勝の可能性はなくなった。その後残った4号車はオイルポンプ、トランスミッション、サスペンションにもトラブルが発生、コースの至るところでスロー走行しては這うようにピットに帰り、修理してはピットアウトし、ボロボロでそれでも最後まで走行した。ジャガーファンは熱狂してピットアウトを見送った。

## 結果
完走は12台。
ハンス＝ヨアヒム・スタック/デレック・ベル/アル・ホルバート組のポルシェ・962C、17号車が24時間で4791.777を平均速度199.657km/hで走り優勝した。ポルシェの総合優勝は7回連続の12回目。
ジャガー陣営の最上位はエディ・チーバー/ラウル・ボーセル／ヤン・ラマース組のジャガー・XJR-8LMの4号車で、24時間で4394.891kmを平均速度183.121km/hで走り5位であった。
マツダは性能に絶対的な自信を持っており、徹頭徹尾攻めさせ、201号車がエンジントラブルでリタイヤしたが、トラブルなく走り切った202号車が日本車初のベスト10入りとなる7位入賞を遂げた。
| 順位   | クラス | 号車 | チーム                                                        | ドライバー                                                                                                | シャシ                                                  | タイヤ | 周回数 |
| 順位   | クラス | 号車 | チーム                                                        | ドライバー                                                                                                | エンジン                                                | タイヤ | 周回数 |
| ------ | ------ | ---- | ------------------------------------------------------------- | --- | ------------------------------------------------------- | ------ | ------ |
| 1      | C1     | 17   | ロスマンズ・ポルシェ                                          | - ハンス＝ヨアヒム・スタック - デレック・ベル - アル・ホルバート                                          | ポルシェ・962C                                          | D      | 355    |
| 1      | C1     | 17   | ロスマンズ・ポルシェ                                          | - ハンス＝ヨアヒム・スタック - デレック・ベル - アル・ホルバート                                          | ポルシェ・935/83型3.0リットル水平対向6気筒ターボ        | D      | 355    |
| 2      | C1     | 72   | プリマガス・コンペティション                                  | - ユルゲン・ラシック - ピエール・イベール - ベルナール・ド・ドライヴァー                                  | ポルシェ・962C                                          | G      | 335    |
| 2      | C1     | 72   | プリマガス・コンペティション                                  | - ユルゲン・ラシック - ピエール・イベール - ベルナール・ド・ドライヴァー                                  | ポルシェ・935型2.8リットル水平対向6気筒ターボ           | G      | 335    |
| 3      | C1     | 13   | プリマガス・コンペティション                                  | - ピエール＝アンリ・ラファネル - イブ・クラージュ - エルベ・ルゴー                                        | クーガー・C20                                           | M      | 332    |
| 3      | C1     | 13   | プリマガス・コンペティション                                  | - ピエール＝アンリ・ラファネル - イブ・クラージュ - エルベ・ルゴー                                        | ポルシェ・935型2.8リットル水平対向6気筒ターボ           | M      | 332    |
| 4      | C1     | 11   | ポルシェ・クレマー・レーシング                                | - ジョージ・フーシェ フランツ・コンラート - ウェイン・テイラー                                            | ポルシェ・962C                                          | Y      | 327    |
| 4      | C1     | 11   | ポルシェ・クレマー・レーシング                                | - ジョージ・フーシェ フランツ・コンラート - ウェイン・テイラー                                            | ポルシェ・935型2.8リットル水平対向6気筒ターボ           | Y      | 327    |
| 5      | C1     | 4    | - シルクカット・ジャガー - トム・ウォーキンショー・レーシング | - エディ・チーバー - ラウル・ボーセル - ヤン・ラマース                                                    | ジャガー・XJR-8LM                                       | D      | 325    |
| 5      | C1     | 4    | - シルクカット・ジャガー - トム・ウォーキンショー・レーシング | - エディ・チーバー - ラウル・ボーセル - ヤン・ラマース                                                    | ジャガー・6,900ccV型12気筒                              | D      | 325    |
| 6      | C2     | 111  | スパイス・エンジニアリング                                    | - ゴードン・スパイス - フェルミン・ベレツ - フィリップ・ド・ヘニング                                      | スパイス・SE86C                                         | A      | 321    |
| 6      | C2     | 111  | スパイス・エンジニアリング                                    | - ゴードン・スパイス - フェルミン・ベレツ - フィリップ・ド・ヘニング                                      | フォード・コスワース・DFL型3.3リットルV型8気筒          | A      | 321    |
| 7      | GTP    | 202  | マツダスピード                                                | - デビット・ケネディ - マーク・ギャルヴァン - ピエール・デュドネ                                          | マツダ・757                                             | D      | 319    |
| 7      | GTP    | 202  | マツダスピード                                                | - デビット・ケネディ - マーク・ギャルヴァン - ピエール・デュドネ                                          | マツダ・13G型1,962cc3ローター                           | D      | 319    |
| 8      | C2     | 102  | エキュリー・エコッセ                                          | - デイビッド・レズリー - レイ・マロック - マーク・デュエズ                                                | エコッセ・C287                                          | Y      | 308    |
| 8      | C2     | 102  | エキュリー・エコッセ                                          | - デイビッド・レズリー - レイ・マロック - マーク・デュエズ                                                | フォード・コスワース・DFL型3.3リットルV型8気筒          | Y      | 308    |
| 9      | C2     | 121  | コスミックGPモータースポーツ                                  | - ダドリー・ウッド - コスタス・ロス - トム・ハサート                                                      | タイガ・GC287                                           | G      | 275    |
| 9      | C2     | 121  | コスミックGPモータースポーツ                                  | - ダドリー・ウッド - コスタス・ロス - トム・ハサート                                                      | フォード・コスワース・DFL型3.3リットルV型8気筒          | G      | 275    |
| 10     | C2     | 114  | チーム・タイガ・フォード・デンマーク                          | - トーキル・シリング - ジョン・シェルドン - イアン・ハローワー                                            | タイガ・GC287                                           | A      | 272    |
| 10     | C2     | 114  | チーム・タイガ・フォード・デンマーク                          | - トーキル・シリング - ジョン・シェルドン - イアン・ハローワー                                            | フォード・コスワース・DBT-E型2.3リットル直列4気筒ターボ | A      | 272    |
| 11     | C2     | 177  | オトモビル・ルイ・デカルト                                    | - ジャック・ユクラン - ドミニク・ラコー - ルイ・デカルト                                                  | ALD・C03                                                | A      | 270    |
| 11     | C2     | 177  | オトモビル・ルイ・デカルト                                    | - ジャック・ユクラン - ドミニク・ラコー - ルイ・デカルト                                                  | BMW・M88型3,453cc直列6気筒                              | A      | 270    |
| 12     | C1     | 40   | グラフ・レーシング                                            | - ジャン＝フィリップ・グラン - ガストン・ライエ - ジャック・テリエン                                      | ロンドー・M482                                          | G      | 260    |
| 12     | C1     | 40   | グラフ・レーシング                                            | - ジャン＝フィリップ・グラン - ガストン・ライエ - ジャック・テリエン                                      | フォード・コスワース・DFL型3.3リットルV型8気筒          | G      | 260    |
| 13 NC  | C2     | 127  | チェンバレン・エンジニアリング                                | - ニック・アダムス - グラハム・ダクスベリー - リチャード・ジョーンズ                                      | スパイス・SE86C                                         | A      | 240    |
| 13 NC  | C2     | 127  | チェンバレン・エンジニアリング                                | - ニック・アダムス - グラハム・ダクスベリー - リチャード・ジョーンズ                                      | ハート・418T型1.8リットル直列4気筒ターボ                | A      | 240    |
| 14 NC  | C2     | 178  | オトモビル・ルイ・デカルト                                    | - ミシェル・ラテステ - ジェラール・トランブレイ - Sylvain Boulay                                          | ALD・02                                                 | A      | 236    |
| 14 NC  | C2     | 178  | オトモビル・ルイ・デカルト                                    | - ミシェル・ラテステ - ジェラール・トランブレイ - Sylvain Boulay                                          | BMW・M88型3,453cc直列6気筒                              | A      | 236    |
| 15 DNF | C2     | 181  | デューン・モータースポーツ                                    | - ニール・クラング - ジャン・クルッカー - ダンカン・ベイン                                                | タイガ・GC287                                           | A      | 260    |
| 15 DNF | C2     | 181  | デューン・モータースポーツ                                    | - ニール・クラング - ジャン・クルッカー - ダンカン・ベイン                                                | ローバー・V64V型3.0リットルV型6気筒                     | A      | 260    |
| 16 DNF | C2     | 108  | ローランド・バサラー                                          | - ジャン＝フランソワ・イヴェール - Yves Hervalet - Hervé Bourjade                                         | ザウバー・SHS C6                                        | A      | 257    |
| 16 DNF | C2     | 108  | ローランド・バサラー                                          | - ジャン＝フランソワ・イヴェール - Yves Hervalet - Hervé Bourjade                                         | BMW・M88型3,453cc直列6気筒                              | A      | 257    |
| 17 DNF | C1     | 6    | - シルクカット・ジャガー - トム・ウォーキンショー・レーシング | - マーティン・ブランドル - ジョン・ニールセン                                                             | ジャガー・XJR-8LM                                       | D      | 231    |
| 17 DNF | C1     | 6    | - シルクカット・ジャガー - トム・ウォーキンショー・レーシング | - マーティン・ブランドル - ジョン・ニールセン                                                             | ジャガー・6,900ccV型12気筒                              | D      | 231    |
| 18 DNF | C2     | 123  | Charles Ivey Racing                                           | - ジョン・クーパー - トム・ドットノーブル - マックス・コーエンオリバー                                    | タイガ・GC287                                           | G      | 224    |
| 18 DNF | C2     | 123  | Charles Ivey Racing                                           | - ジョン・クーパー - トム・ドットノーブル - マックス・コーエンオリバー                                    | ポルシェ・935型2.6リットル水平対向6気筒ターボ           | G      | 224    |
| 19 DNF | C2     | 116  | ルイジ・タベルナ・テクノレーシング                            | - ルイジ・タベルナ - エヴァン・クレメンツ - パトリック・トゥルッコ                                        | アルバ・AR3                                             | A      | 219    |
| 19 DNF | C2     | 116  | ルイジ・タベルナ・テクノレーシング                            | - ルイジ・タベルナ - エヴァン・クレメンツ - パトリック・トゥルッコ                                        | フォード・コスワース・DFL型3.3リットルV型8気筒          | A      | 219    |
| 20 DNF | GTX    | 203  | ロスマンズ・ポルシェ                                          | - ルネ・メッジ - クロード・ハルディ - キース・ニーロップ                                                  | ポルシェ・961                                           | D      | 199    |
| 20 DNF | GTX    | 203  | ロスマンズ・ポルシェ                                          | - ルネ・メッジ - クロード・ハルディ - キース・ニーロップ                                                  | ポルシェ・935型2,848cc水平対向6気筒ターボ               | D      | 199    |
| 21 DNF | C1     | 23   | ニスモ                                                        | - 星野一義 - 高橋健二 - 松本恵二                                                                          | 日産・R87E                                              | B      | 181    |
| 21 DNF | C1     | 23   | ニスモ                                                        | - 星野一義 - 高橋健二 - 松本恵二                                                                          | 日産自動車・VEJ30型3.0リットルV型8気筒ターボ            | B      | 181    |
| 22 DNF | C2     | 103  | ジョン・バートレット・レーシング                              | - ティム・リー・デイビー - ロビン・ドノヴァン - レイモンド・ブーティナウ                                  | Bardon・DB1/2                                           | A      | 172    |
| 22 DNF | C2     | 103  | ジョン・バートレット・レーシング                              | - ティム・リー・デイビー - ロビン・ドノヴァン - レイモンド・ブーティナウ                                  | フォード・コスワース・DFL型3.0リットルV型8気筒          | A      | 172    |
| 23 DNF | C2     | 125  | Vetir Racing Team                                             | - ジャン＝クロード・ジャスティス - Patrick Oudet - ブルーノ・ソッティ                                     | タイガ・GC85                                            | A      | 164    |
| 23 DNF | C2     | 125  | Vetir Racing Team                                             | - ジャン＝クロード・ジャスティス - Patrick Oudet - ブルーノ・ソッティ                                     | フォード・コスワース・DFL型3.3リットルV型8気筒          | A      | 164    |
| 24 DNF | C1     | 5    | - シルクカット・ジャガー - トム・ウォーキンショー・レーシング | - ヤン・ラマース - ジョン・ワトソン - ウィン・パーシー                                                    | ジャガー・XJR-8LM                                       | D      | 158    |
| 24 DNF | C1     | 5    | - シルクカット・ジャガー - トム・ウォーキンショー・レーシング | - ヤン・ラマース - ジョン・ワトソン - ウィン・パーシー                                                    | ジャガー・6,900ccV型12気筒                              | D      | 158    |
| 25 DNF | C2     | 198  | ロイ・ベーカー・レーシング                                    | - デイビッド・アンドリュース - マーク・ピータース - マイク・アリソン                                      | タイガ・GC286                                           | A      | 139    |
| 25 DNF | C2     | 198  | ロイ・ベーカー・レーシング                                    | - デイビッド・アンドリュース - マーク・ピータース - マイク・アリソン                                      | フォード・コスワース・DFL型3.3リットルV型8気筒          | A      | 139    |
| 26 DNF | C2     | 101  | エキュリー・エコッセ                                          | - マイク・ワイルズ - レス・デラーノ - アンディ・ペタリー                                                  | エコッセ・C286                                          | Y      | 135    |
| 26 DNF | C2     | 101  | エキュリー・エコッセ                                          | - マイク・ワイルズ - レス・デラーノ - アンディ・ペタリー                                                  | フォード・コスワース・DFL型3.3リットルV型8気筒          | Y      | 135    |
| 27 DNF | C1     | 61   | クーロス・レーシング                                          | - マイク・サックウェル - アンリ・ペスカロロ - 岡田秀樹                                                    | ザウバー・C9                                            | M      | 123    |
| 27 DNF | C1     | 61   | クーロス・レーシング                                          | - マイク・サックウェル - アンリ・ペスカロロ - 岡田秀樹                                                    | メルセデス・ベンツ・M117型5.0リットルV型8気筒ターボ     | M      | 123    |
| 28 DNF | C1     | 3    | ブルン・モータスポーツ                                        | - ビル・アダム - リチャード・スペナード - スコット・グッドイヤー                                          | ポルシェ・962C                                          | M      | 120    |
| 28 DNF | C1     | 3    | ブルン・モータスポーツ                                        | - ビル・アダム - リチャード・スペナード - スコット・グッドイヤー                                          | ポルシェ・935型2.8リットル水平対向6気筒ターボ           | M      | 120    |
| 29 DNF | C1     | 32   | ニスモ                                                        | - 長谷見昌弘 - 和田孝夫 - 鈴木亜久里                                                                      | 日産・R87E                                              | D      | 117    |
| 29 DNF | C1     | 32   | ニスモ                                                        | - 長谷見昌弘 - 和田孝夫 - 鈴木亜久里                                                                      | 日産自動車・VEJ30型3.0リットルV型8気筒ターボ            | D      | 117    |
| 30 DNF | C1     | 15   | リキモリ・エキップ                                            | - ジョナサン・パーマー - ジェームス・ウィーバー - プライス・コブ                                          | ポルシェ・962C GTi                                      | G      | 112    |
| 30 DNF | C1     | 15   | リキモリ・エキップ                                            | - ジョナサン・パーマー - ジェームス・ウィーバー - プライス・コブ                                          | ポルシェ・935型2.8リットル水平対向6気筒ターボ           | G      | 112    |
| 31 DNF | C1     | 1    | ブルン・モータースポーツ                                      | - ミシェル・トローレ - ポール・ベルモンド - ピエール・デ・トイジー                                        | ポルシェ・962C                                          | M      | 88     |
| 31 DNF | C1     | 1    | ブルン・モータースポーツ                                      | - ミシェル・トローレ - ポール・ベルモンド - ピエール・デ・トイジー                                        | ポルシェ・935型2.8リットル水平対向6気筒ターボ           | M      | 88     |
| 32 DNF | C1     | 29   | 伊太利屋スポーツ                                              | - アンデルス・オロフソン - アラン・フェルテ - パトリック・ゴーニン                                        | 日産・R86V                                              | Y      | 86     |
| 32 DNF | C1     | 29   | 伊太利屋スポーツ                                              | - アンデルス・オロフソン - アラン・フェルテ - パトリック・ゴーニン                                        | 日産自動車・VG30ET型3.0リットルV型6気筒ターボ           | Y      | 86     |
| 33 DNF | C1     | 2    | ブルン・モータースポーツ                                      | - オスカー・ララウリ - ヘスス・パレハ - ウーヴェ・シェイファー                                            | ポルシェ・962C                                          | M      | 40     |
| 33 DNF | C1     | 2    | ブルン・モータースポーツ                                      | - オスカー・ララウリ - ヘスス・パレハ - ウーヴェ・シェイファー                                            | ポルシェ・935型2.8リットル水平対向6気筒ターボ           | M      | 40     |
| 34 DNF | C1     | 37   | トヨタ・チームトムス                                          | - ティフ・ニーデル - 関谷正徳 - 星野薫                                                                    | トヨタ・87C-L                                           | B      | 39     |
| 34 DNF | C1     | 37   | トヨタ・チームトムス                                          | - ティフ・ニーデル - 関谷正徳 - 星野薫                                                                    | トヨタ・3S-GTM型2.1リットル直列4気筒ターボ              | B      | 39     |
| 35 DNF | C1     | 62   | クーロス・レーシング                                          | - チップ・ガナッシ - ジョニー・ダンフリーズ - マイク・サックウェル                                        | ザウバー・C9                                            | M      | 37     |
| 35 DNF | C1     | 62   | クーロス・レーシング                                          | - チップ・ガナッシ - ジョニー・ダンフリーズ - マイク・サックウェル                                        | メルセデス・ベンツ・M117型5.0リットルV型8気筒ターボ     | M      | 37     |
| 36 DNF | GTP    | 201  | マツダスピード                                                | - 片山義美 - 寺田陽次郎 - 従野孝司                                                                        | マツダ・757                                             | D      | 34     |
| 36 DNF | GTP    | 201  | マツダスピード                                                | - 片山義美 - 寺田陽次郎 - 従野孝司                                                                        | マツダ・13G型1,962cc3ローター                           | D      | 34     |
| 37 DNF | C1     | 36   | トヨタ・チーム・トムス                                        | - アラン・ジョーンズ - ジェフ・リース - エイエ・エリジュ                                                  | トヨタ・87C-L                                           | B      | 19     |
| 37 DNF | C1     | 36   | トヨタ・チーム・トムス                                        | - アラン・ジョーンズ - ジェフ・リース - エイエ・エリジュ                                                  | トヨタ・3S-GTM型2.1リットル直列4気筒ターボ              | B      | 19     |
| 38 DNF | C2     | 113  | José Thibault                                                 | - José Thibault - André Heinrich                                                                          | シェブロン・B36                                         | A      | 18     |
| 38 DNF | C2     | 113  | José Thibault                                                 | - José Thibault - André Heinrich                                                                          | タルボ・PRV型3.0リットルV型6気筒                        | A      | 18     |
| 39 DNF | C1     | 18   | ロスマンズ・ポルシェ                                          | - ボブ・ウォレク - ヨッヘン・マス - ヴァーン・シュパン                                                    | ポルシェ・962C                                          | D      | 16     |
| 39 DNF | C1     | 18   | ロスマンズ・ポルシェ                                          | - ボブ・ウォレク - ヨッヘン・マス - ヴァーン・シュパン                                                    | ポルシェ・935/83型3.0リットル水平対向6気筒ターボ        | D      | 16     |
| 40 DNF | C1     | 51   | WMセカテバ                                                    | - ジャン＝ダニエル・ローレ - フランソワ・ミゴール - パスカル・ペジオ                                      | WM・P86                                                 | M      | 14     |
| 40 DNF | C1     | 51   | WMセカテバ                                                    | - ジャン＝ダニエル・ローレ - フランソワ・ミゴール - パスカル・ペジオ                                      | プジョー・PRV型2.8リットルV型6気筒ターボ                | M      | 14     |
| 41 DNF | C1     | 52   | WMセカテバ                                                    | - ロジャー・ドルシー - フィリップ・ ガッチェ - Dominique Delestre                                         | WM・P87                                                 | M      | 13     |
| 41 DNF | C1     | 52   | WMセカテバ                                                    | - ロジャー・ドルシー - フィリップ・ ガッチェ - Dominique Delestre                                         | プジョー・PRV型2.8リットルV型6気筒ターボ                | M      | 13     |
| 42 DNF | C2     | 118  | Olindo Iacobelli                                              | - Olindo Iacobelli - ジャン＝ルイ・リッチ - ジョルジュ・テシエ                                            | Royale・RP40                                            | M      | 13     |
| 42 DNF | C2     | 118  | Olindo Iacobelli                                              | - Olindo Iacobelli - ジャン＝ルイ・リッチ - ジョルジュ・テシエ                                            | フォード・コスワース・DFL型3.3リットルV型8気筒          | M      | 13     |
| 43 DNF | C2     | 200  | Dahm Cars Racing Team                                         | - ペーター・フリッチュ - テディ・ピレット - ジャン＝ポール・リベール                                      | Argo・JM19                                              | G      | 12     |
| 43 DNF | C2     | 200  | Dahm Cars Racing Team                                         | - ペーター・フリッチュ - テディ・ピレット - ジャン＝ポール・リベール                                      | ポルシェ・930型3.2リットル水平対向6気筒ターボ           | G      | 12     |
| 44 DNF | C1     | 8    | ヨースト・レーシング                                          | - フランク・イエリンスキー - スタンレー・ディケンズ - ハーレイ・ヘイウッド - サレル・ヴァン・デ・マーウェ | ポルシェ・962C                                          | G      | 7      |
| 44 DNF | C1     | 8    | ヨースト・レーシング                                          | - フランク・イエリンスキー - スタンレー・ディケンズ - ハーレイ・ヘイウッド - サレル・ヴァン・デ・マーウェ | ポルシェ・935型2.8リットル水平対向6気筒ターボ           | G      | 7      |
| 45 DNF | C1     | 10   | ポルシェ・クレマー・レーシング                                | - クリス・ニッセン - フォルカー・ヴァイドラー - 高橋国光                                                  | ポルシェ・962C                                          | Y      | 6      |
| 45 DNF | C1     | 10   | ポルシェ・クレマー・レーシング                                | - クリス・ニッセン - フォルカー・ヴァイドラー - 高橋国光                                                  | ポルシェ・935型2.8リットル水平対向6気筒ターボ           | Y      | 6      |
| 46 DNF | C2     | 117  | チーム・ラッキーストライク Schanche                           | - Martin Schanche - ウィル・ホイ - ロビン・スミス                                                         | Argo・JM19B                                             | G      | 5      |
| 46 DNF | C2     | 117  | チーム・ラッキーストライク Schanche                           | - Martin Schanche - ウィル・ホイ - ロビン・スミス                                                         | ザクスピード・1.8リットル直列4気筒ターボ                | G      | 5      |
| 47 DNF | C1     | 7    | ヨースト・レーシング                                          | - サレル・ヴァン・デ・マーウェ - デイビッド・ホブス - チップ・ロビンソン                                  | ポルシェ・962C                                          | G      | 4      |
| 47 DNF | C1     | 7    | ヨースト・レーシング                                          | - サレル・ヴァン・デ・マーウェ - デイビッド・ホブス - チップ・ロビンソン                                  | ポルシェ・935型2.8リットル水平対向6気筒ターボ           | G      | 4      |
| 48 DNF | C1     | 42   | ノエル・デル・ベロ                                            | - Pierre-Alain Lombardi - ジル・ランペルール - ジャック・ギヨー                                           | ザウバー・C8                                            | G      | 4      |
| 48 DNF | C1     | 42   | ノエル・デル・ベロ                                            | - Pierre-Alain Lombardi - ジル・ランペルール - ジャック・ギヨー                                           | メルセデス・M117型5.0リットルV型8気筒ターボ             | G      | 4      |
| DNS    | C1     | 19   | ロスマンズ・ポルシェ                                          | - キース・ニーロップ - プライス・コブ - ヴァーン・シュパン                                                | ポルシェ・962C                                          | D      | -      |
| DNS    | C1     | 19   | ロスマンズ・ポルシェ                                          | - キース・ニーロップ - プライス・コブ - ヴァーン・シュパン                                                | ポルシェ・935/83型3.0リットル水平対向6気筒ターボ        | D      | -      |
| DNQ    | C2     | 171  | CEEスポーツレーシング                                         | - スリム・ボルグッド - Tryggve Grönvall - Andrew Ratcliffe                                                | タイガ・GC286                                           | A      | -      |
| DNQ    | C2     | 171  | CEEスポーツレーシング                                         | - スリム・ボルグッド - Tryggve Grönvall - Andrew Ratcliffe                                                | ボルボ・2.3リットル直列4気筒ターボ                      | A      | -      |